# Platygaster globicola
Platygaster globicola är en stekelart som beskrevs av Jean-Jacques Kieffer och Jörgensen 1910. Platygaster globicola ingår i släktet Platygaster och familjen gallmyggesteklar. Inga underarter finns listade i Catalogue of Life.